# Ipomoea phyllomega
Ipomoea phyllomega är en vindeväxtart som först beskrevs av José Mariano da Conceição Vellozo och fick sitt nu gällande namn av Homer Doliver House.
Ipomoea phyllomega ingår i släktet praktvindor och familjen vindeväxter. Inga underarter finns listade i Catalogue of Life.